# Gymnocalycium tillianum
Gymnocalycium tillianum ist eine Pflanzenart in der Gattung Gymnocalycium aus der Familie der Kakteengewächse (Cactaceae). Das Artepitheton tillianum ehrt den österreichischen Kakteenliebhaber Hans Till.

## Beschreibung
Gymnocalycium tillianum wächst einzeln mit graugrünen, abgeflacht kugelförmigen Trieben und erreicht bei Durchmessern von bis zu 15 Zentimetern (selten bis 17 Zentimeter) Wuchshöhen von bis zu 10 Zentimeter. Die bis zu 15 Rippen sind quer gekerbt und so in kinnartige Höcker gegliedert. Die kräftigen, steifen, bräunlichen bis schwärzlichen Dornen werden später grau und sind bis zu 3 Zentimeter lang. Es ist ein aufwärts gebogener Mitteldorn vorhanden, der auch fehlen kann. Von den sieben Randdornen ist einer abwärts gerichtet. Die übrigen stehen in Paaren zusammen und sind seitwärts gebogen.
Die breit trichterförmigen, leuchtend roten Blüten erreichen eine Länge von bis zu 3 Zentimeter und einen Durchmesser von 2,5 Zentimeter. Die abgeflacht kugelförmigen Früchte sind grün bis grünlich braun.

## Verbreitung und Systematik
Gymnocalycium tillianum ist in der argentinischen Provinz Catamarca in der Sierra Ambato in Höhenlagen von 2600 bis 3500 Metern verbreitet. 
Die Erstbeschreibung erfolgte 1970 durch Walter Rausch. Ein nomenklatorisches Synonym ist Gymnocalycium oenanthemum var. tillianum (Rausch) Slaba (2011).

## Nachweise